# Miguel Primo de Rivera y Sáenz de Heredia
Miguel Primo de Rivera y Sáenz de Heredia (* 11. Juli 1904 in Madrid; † 8. Mai 1964) war ein spanischer Diplomat und Botschafter von Francisco Franco beim englischen König Georg VI. Er war 2. Herzog von Primo de Rivera und 4. Marquis de Estella.

## Leben
Seine Mutter war Casilda Sáenz de Heredia y Suárez de Argudín (* 15. Oktober 1879) und sein Vater Miguel Primo de Rivera. Seine Schwester war Pilar Primo de Rivera y Sáenz de Heredia (1907–1991) und sein Bruder José Antonio Primo de Rivera (1903–1936).
Am 24. März 1933 heiratete er Margarita de Larios y Fernández de Villavicencio, die Tochter von Josefa Fernández de Villavicencio y Crooke und Pablo de Larios y Sánchez de la Peña. Ihre Ehe wurde kinderlos geschieden.
Nach dem Putsch der Militärs am 19. Juli 1936 wurde Rivera mit seinen Geschwistern festgenommen und in Alicante angeklagt. Sein Bruder José Antonio Primo de Rivera verteidigte ihn und seine Frau vor Gericht. Sein Bruder wurde am 17. November 1936 wegen Verschwörung verurteilt und am 20. November 1936 hingerichtet.

## Operation Willi
Im Rahmen der Operation Willi wurde Rivera im Juli 1940 beauftragt, seinen Bekannten Eduard VIII., der sich gerade mit seiner Frau Wallis Simpson in Lissabon aufhielt, zu einem Jagdausflug und einem Gespräch über das spanisch-britische Verhältnis einzuladen. Eduard sollte er von einer Verschwörung des MI5, ihn zu liquidieren, erzählen. Eduard VIII. sollte so zustimmen in Spanien zu bleiben. Er würde finanziell unterstützt werden und ihm würde erlaubt werden, seinen Lebensstil während seines Aufenthaltes beizubehalten, wofür 50 Millionen Schweizer Franken bereitgestellt wurden.
Rivera wurde eine deutsche Beteiligung an diesem Vorhaben nicht mitgeteilt und Rivera sagte zu, diese Aufgabe zu erledigen. Er besuchte die Windsors am 16. Juli 1940 und trug die Einladung vor. Eduard VIII. war von der Einladung angetan, äußerte aber Vorbehalte, nicht zuletzt hätte er drängende Telegramme erhalten, er solle sein Amt als Gouverneur auf den Bahamas umgehend antreten. Ein weiterer Besuch von Rivera am 22. Juli 1940 war ebenfalls fruchtlos.

## Landwirtschaftsminister
Unter der Diktatur von Francisco Franco war Rivera vom 20. Mai 1941 bis 20. Juli 1945 Landwirtschaftsminister sowie ab dem 16. März 1943 Procurador a las Cortes Españolas und Mitglied im Consejo Nacional del Movimiento von der Falange Española Tradicionalista y de las Juntas de Ofensiva Nacional Sindicalista. Am 20. Juli 1945 erhielt Rivera das Großkreuz vom Orden Karls III.
Von 1947 bis 1948 war Rivera Bürgermeister von Jerez de la Frontera.
Am 26. März 1951 wurde er Botschafter Francos in London. Am 6. Februar 1958 wurde Rivera von seinem Botschafterposten abberufen.